# Église Saint-Jean-Baptiste de Chanac
Pour les articles homonymes, voir Église Saint-Jean-Baptiste.
L'église Saint-Jean-Baptiste de Chanac est un édifice datant du XIIIe siècle sur la commune de Chanac, dans le département de la Lozère, en région Occitanie.

## Description
C’est une église couverte en ardoise avec un clocher carré. Elle associe styles gothique et néo-roman.
La structure de l'intérieur est entre une église-halle échelonnée et une pseudo-basilique ; la nef centrale et les collatéraux sont couverts par des voûtes en berceau, les voûtes des collatéraux sont un peu inférieures à la voûte centrale, mais elles en surmontent les bases.

## Localisation
Elle se trouve avenue du Triadou au sud-est du bourg de Chanac avec un cimetière attenant.

## Historique
Ancien prieuré bénédictin initié dans la seconde moitié du XIIIe siècle, l'église a été reconstruite probablement au XVIIIe ou XIXe siècle[réf. nécessaire]. Elle est de style composite, associant des éléments néo-romans et gothiques.
L'église est inscrite à l'inventaire des monuments historiques par arrêté du 15 février 2019.

## Mobilier
Un ensemble en bois doré comprenant maître-autel, tabernacle et baldaquin aurait été classé en tant qu'objet au titre des Monuments Historiques en 1924 sans qu'une fiche de la base Palissy ne soit liée à la fiche de la plateforme ouverte du patrimoine.

## Galerie

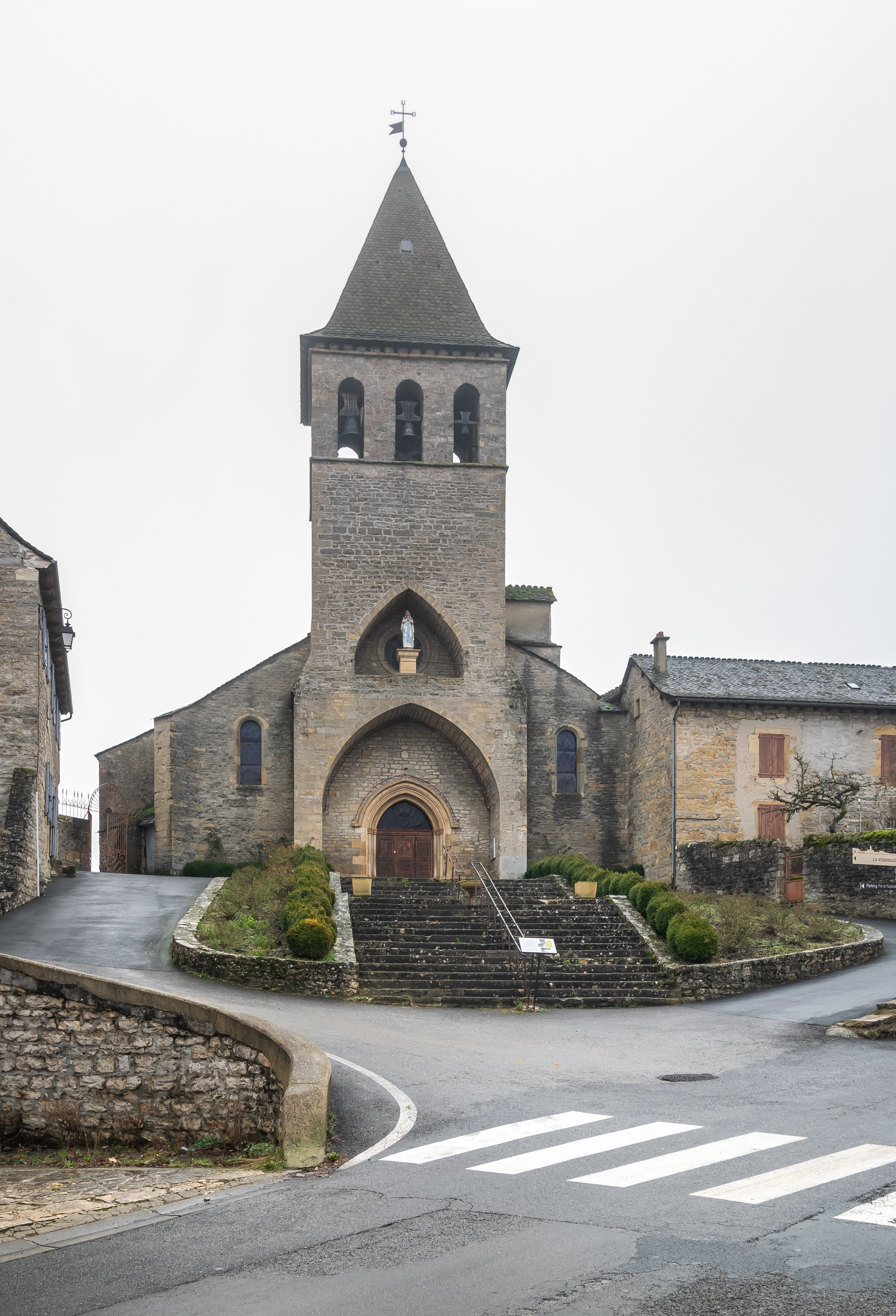
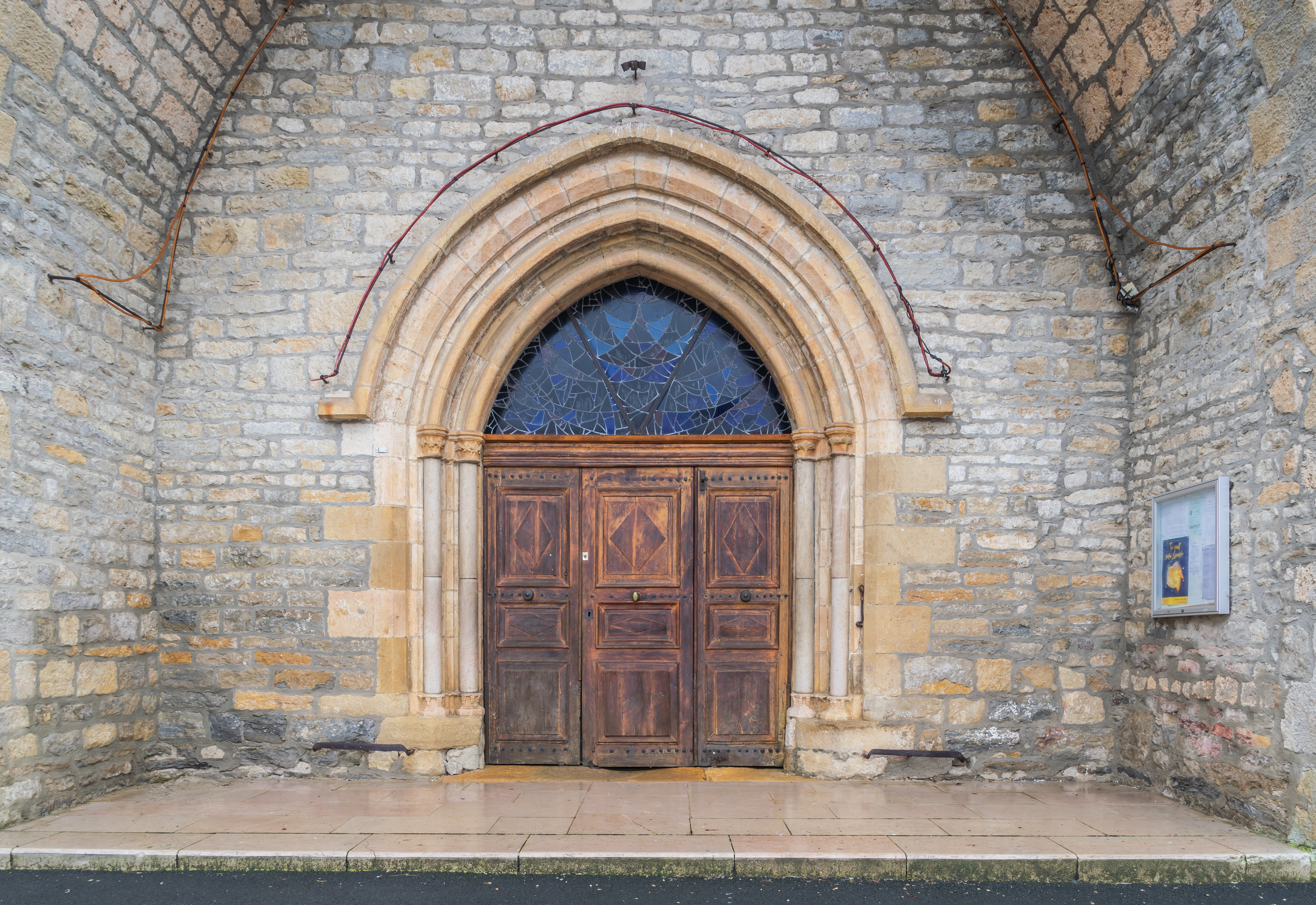
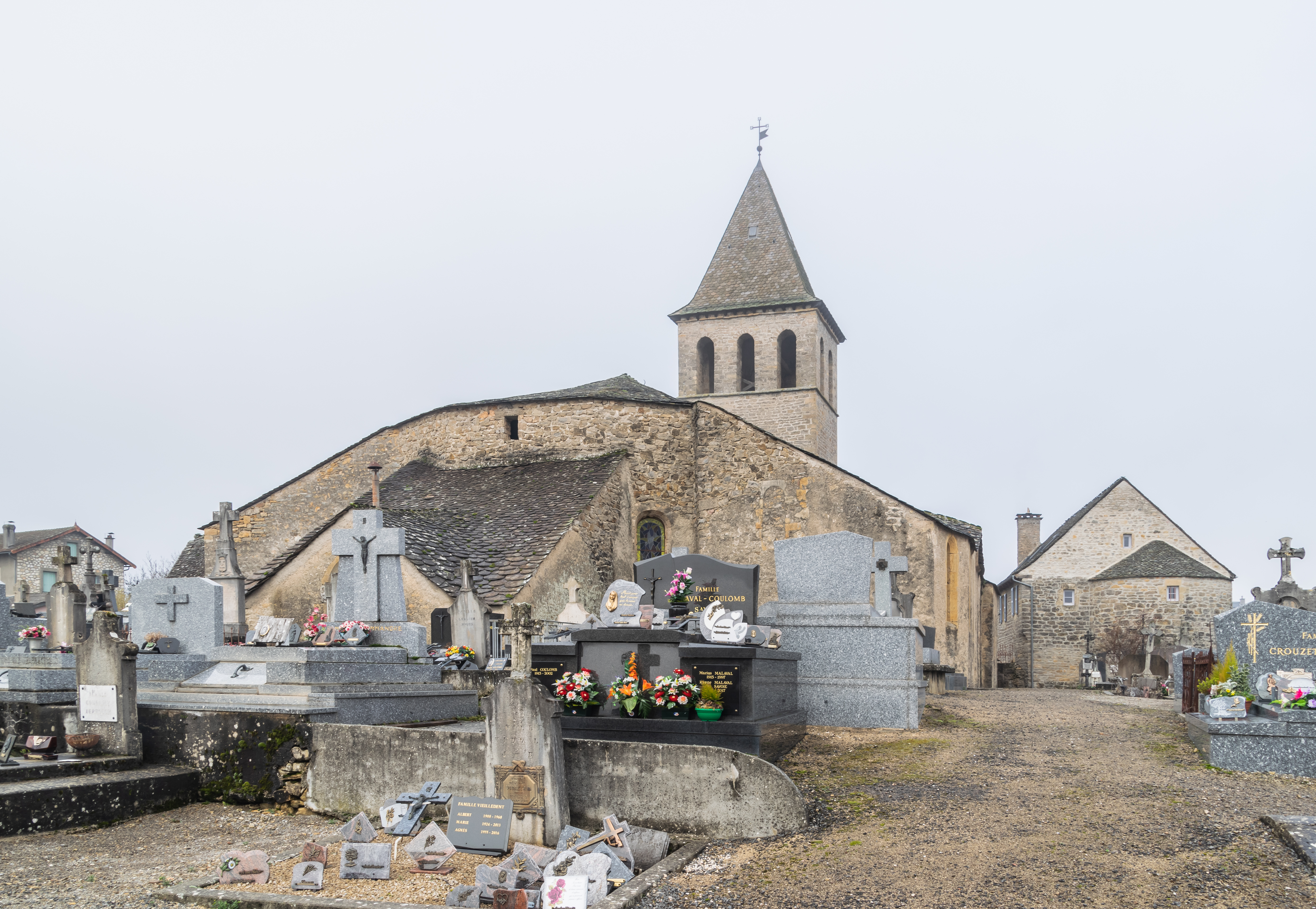
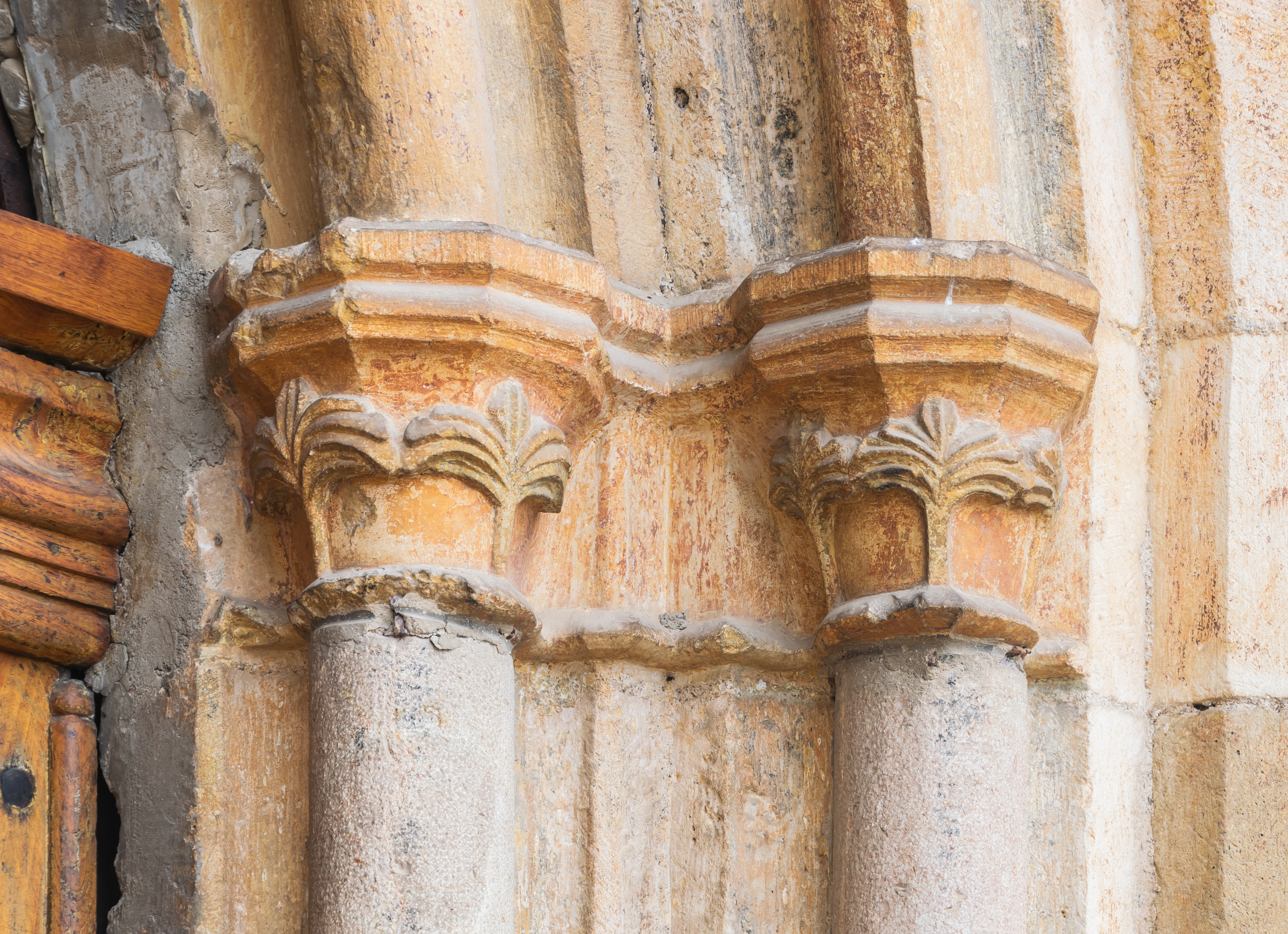

## Valorisation du patrimoine
Des visites guidées sont organisées en été, ainsi que plus ponctuellement des concerts.